# Phylica ampliata
Phylica ampliata är en brakvedsväxtart som beskrevs av Neville Stuart Pillans. Phylica ampliata ingår i släktet Phylica och familjen brakvedsväxter. Inga underarter finns listade i Catalogue of Life.